# Quinchamalium thesioides
Quinchamalium thesioides är en tvåhjärtbladig växtart som beskrevs av Rodolfo Amando Philippi. Quinchamalium thesioides ingår i släktet Quinchamalium och familjen Schoepfiaceae. Utöver nominatformen finns också underarten Q. t. flaccidum.